# 홍천성당
홍천성당은 강원특별자치도 홍천군 홍천읍 마지에 있는 등록문화재이자 종교시설이다.
2005년 4월 15일 대한민국의 국가등록문화재 제162호로 지정되었다.

## 개요
1951년대 석조성당의 전형을 나타내는 건물로 조형적 특성이 뛰어나 당시의 기술력과 관계자들의 재치와 기지를 엿볼 수 있는 건물이다.

## 연혁
- 1890년 송정리(홍천읍 결운리) 사 바오로 신부 친척이 신자 및 가족과 함께 정착함.
- 1906년 결운 공소가 설립됨.
- 1925년 희망리 현 부지에 50평 목조 교회 건축,
- 1938년 골롬반노 외방 선교회에 속하게 됨.
- 1953년 전쟁으로 파괴된 목조 교회 부분 복구시작,
- 1954년 석조교회 건축 시작 : 외벽, 창호, 바닥, 지붕 등 원형을 유지한 상태에서 창호/지붕재료 교체.
- 2002. 7 지붕변경 : 함석 → 청기와

## 참고 자료
- 홍천성당
- 홍천성당 - 국가유산청 국가유산포털